# ربکا بالدینگ
ربکا بالدینگ (انگلیسی: Rebecca Balding؛ زادهٔ ۲۱ سپتامبر ۱۹۵۵ – ۱۸ ژوئیهٔ ۲۰۲۲) یک هنرپیشه اهل ایالات متحده آمریکا بود.

## گزیده فیلمشناسی
از فیلم‌ها یا برنامه‌های تلویزیونی که وی در آن نقش داشته‌است می‌توان به آثار زیر اشاره کرد.
- زن بیونیک (۱۹۷۶)
- لو گرانت (۱۹۷۷)
- کارآگاه راکفورد (۱۹۷۸)
- خانه ما (۱۹۸۷)
- سواران کوچک (۱۹۸۹–۹۰)
- افسون‌شده (۱۹۹۸–۲۰۰۶)
- بخش فوریت‌های پزشکی (۲۰۰۰)